# Luís Pérez Dasmariñas
Luis Pérez Dasmariñas fut gouverneur général des Philippines du 3 décembre 1593 au 14 juillet 1596.

## Biographie
Son père, Gómez Pérez Dasmariñas, fut gouverneur général des Philippines de 1590 à 1593. En 1593, il prit la tête d'une expédition militaire pour prendre Ternate, un port important pour le commerce d'épices. Toutefois, il fut tué lors d'une mutinerie des marins chinois sur son vaisseau. À Manille, les Espagnols élurent temporairement Pedro de Rojas gouverneur général. Cependant, Gómez Pérez Dasmariñas avait laissé des ordres pour que son fils Luís Pérez Dasmariñas, qui faisait partie de l'expédition de Ternate, lui succéda. Ainsi, à son retour à Manille le 3 décembre 1593, Luís Pérez Dasmariñas prit la succession de Pedro de Rojas.
Il décida d'une expédition militaire au Cambodge avec l'objectif de faciliter les échanges avec la Chine. L'expédition échoua cependant.
Après son replacement par Francisco de Tello de Guzmán en 1596, Luís Pérez Dasmariñas resta aux Philippines et fut tué durant la révolte chinoise de 1603.

## Distinction
- Chevalier de l'Ordre d'Alcántara[5]